# Herb obwodu kurgańskiego

Herb obwodu kurgańskiego

Herb obwodu kurgańskiego (ros. Герб Курганской области) – jest oficjalnym symbolem rosyjskiego obwodu kurgańskiego, przyjętym w obecnej formie 1 grudnia 1997 roku przez obwodową dumę.

## Opis i symbolika
Francuska tarcza herbowa podzielona na dwa poziome pola. Górne barwy zielonej, a dolne barwy srebrnej. W górne pola wpisane dwa nachodzące na siebie białe kurhany (wzgórza). Znajdujący się po heraldycznej lewej stronie (prawej z punktu widzenia obserwatora) delikatnie nachodzi na kurhan prawy, przesłaniając jego zbocze. Jest on także od niego wyższy. Dolne pole barwy srebrnej. W nie złotą wstęgą wpisane obramowanie twierdzy, ucharakteryzowanej na basztę o pięciu blankach. Trzy środkowe blanki mają po dwa zęby. Dwie blanki znajdujące się od zewnętrznej stronie po jednym zębie, zwróconym ku wnętrzu tarczy herbowej – pozostałe zęby pozostają niewidoczne. Pod wyobrażeniem twierdzy umieszczony błękitny martes (kuna). Zwierzę znajduje się w biegu, zwrócone w prawą heraldyczną stronę (lewą z perspektywy widza), o złotych pazurach, złotej piersi i złotym pysku. Jego ogon ukierunkowany ku dołowi. Tarczę okala wieniec składający się ze złotych liści dębu przeplatanych błękitną wstęgą Orderu św. Andrzeja Apostoła Pierwszego Powołania.  Pośrodku wstęga tworzy kokardę.
Dwa kurhany (wzgórza) znajdujące się w górnym polu tarczy zostały zaczerpnięte z herbu stolicy obwodu, miasta Kurgan. Są one nawiązaniem do przeszłości tych ziem, gdy wokół takich kurhanów miasto Kurgan rozwijało się jako osada handlowa, a także forteca, znajdująca się na rubieżach państwa rosyjskiego. Były to ziemie, które jednocześnie pełniły funkcję obronną przed atakami ludów syberyjskich, ale także stanowiły drogę z Zachodu na Wschód. Herb ten został nadany Kurganowi w 1785 r. przez cesarzową Katarzynę II. Zarysowana złotymi liniami twierdza, która znajduje się w dolnym polu herbowym jest kolejnym nawiązaniem do znaczenia militarnego regionu. Blanki baszt przedstawionej na herbie twierdzy mają natomiast symbolizować Monaster Dałmatowski, który miał wielkie znaczenie w rozwoju duchowym, religijnym i kulturowym dzisiejszych ziem obwodu kurgańskiego. Pełnił on także funkcje obronne i w czasach ekspansji rosyjskiej na wschód za jego murami często chroniła się miejscowa ludność w przypadku ataków ludów autochtonicznych. Błękitny martes przeniesiony jest z herbu miasta Szadrińsk, które to do początków XX wieku stanowiło centrum tych ziem. Było nie tylko większe od obecnej stolicy, która nadaje nazwę całemu obwodowi, ale także wcześniej otrzymało prawa miejskie. Jest to także popularne wyobrażenie, które często pojawia się w heraldyce ziem położonych na wschód od Uralu, martes znajduje się np. także w herbie Ufy. Złoty wieniec wraz ze wstęgą Orderu św. Andrzeja Apostoła Pierwszego Powołania podkreślają znaczenie tych ziem jako ważnego podmiotu Federacji Rosyjskiej.

## Historia
Obwód kurgański powstał 6 lutego 1943 r. i w czasach sowieckich nie posiadał oficjalnego herbu, lecz korzystał z symboliki związanej z ideologią komunistyczną i państwem sowieckim. Zapotrzebowanie na herb, zgodny z zasadami rosyjskiej heraldyki, pojawiło się dopiero po rozpadzie Związku Radzieckiego i w wyniku przemian jakie zachodziły w Federacji Rosyjskiej. W grudniu 1995 roku Duma Obwodu Kurgańskiego ogłosiła oficjalny konkurs na herb regionu. Specjalnie w tym celu powołana komisja konkursowa musiała rozpatrzyć 220 projektów, które do niej wpłynęły. Większość zakładała umiejscowienie w herbie obwodu dwóch kurhanów znanych z herbu miasta Kurgan. Sporo prac było niezgodnych z zasadami heraldycznymi i ostatecznie komisja w 1996 r. zarekomendowała projekt autorstwa Dimitrija Iwanowa. Po naniesieniu poprawek zasugerowanych przez ekspertów heraldyki, herb który obowiązuje do dzisiaj, został przyjęty najpierw 25 listopada, a następnie 1 grudnia 1997 r. przez dumę obwodu.
Herb obwodu kurgańskiego jest zarejestrowany pod numerem 221 w Państwowym heraldycznym rejestrze Federacji Rosyjskiej pod numerem 699. Jego użycie jest regulowane ustawą dumy obwodowej. Herb musi być umieszczany na fasadach budynków należących do władz wykonawczych i ustawodawczych regionu, a także w biurach i salach posiedzeń najwyższych władz samorządu obwodowego. Ma on się także znajdować na pieczęciach, listach gratulacyjnych, nagrodach, dyplomach i na wszystkich oficjalnych dokumentach wytwarzanych przez administrację. Herb może występować także w formie małej, jedynie pod postacią tarczy heraldycznej.